# Точка Пастера
Точка Пастера — критичний рівень вмісту кисню 0,2 %, близько однієї сотої частки сучасного вмісту кисню, коли процеси окиснення стають для живих організмів енергетично більш вигідними, ніж анаеробне дихання. Термін використовується для позначення рівня кисню в ранній атмосфері Землі, який, як вважають, призвів до великих еволюційних змін. Він названий на честь Луї Пастера, французького мікробіолога, який вивчав анаеробну ферментацію мікробів, і пов'язаний з ефектом Пастера.